# كيلسي سكوت
كيلسي سكوت (بالإنجليزية: Kelsey Scott)‏ هي كاتبة سيناريو وممثلة أمريكية، ولدت في 1976 في أتلانتا في الولايات المتحدة.

## وصلات خارجية
- كيلسي سكوت على موقع IMDb (الإنجليزية)
- كيلسي سكوت على موقع قاعدة بيانات الفيلم (الإنجليزية)